# Trichomoniasis des Meerschweinchens
Die Trichomoniasis ist eine eher seltene Meerschweinchenkrankheit, die durch Einzeller aus der Familie der  Trichomonaden – insbesondere Tritrichomonas caviae, seltener auch Entamaoeba muris hervorgerufen wird. Die Einzeller leben als Saprophyten auch im Darm gesunder Meerschweinchen. Erst eine  starke Vermehrung führt zu einer Darmentzündung (Enteritis) mit Durchfall. Es kommt zu einer Abmagerung, bei Jungtieren können auch Todesfälle auftreten. Wie bei der Kokzidiose führt vor allem mangelnde Hygiene zum Auftreten der Erkrankung.
Die Diagnose wird anhand der mikroskopischen Untersuchung eines Kotabstrichs gestellt. Zur Behandlung eignen sich Metronidazol oder Dimetridazol.